# Battalus spinipes
Espèce
Battalus spinipes est une espèce d'araignées aranéomorphes de la famille des Corinnidae.

## Distribution
Cette espèce est endémique du Queensland en Australie.

## Publication originale
- Karsch, 1878 : Exotisch-araneologisches. 2. Zeitschrift für die gesammten Naturwissenschaften, vol. 51, p. 771-826.